# Musculus supraspinatus
Der Musculus supraspinatus (lat. für „Obergrätenmuskel“) ist ein Skelettmuskel im Bereich der Schulter. Er verläuft nahezu horizontal vom oberen Abschnitt der Rückseite des Schulterblatts unterhalb des Schlüsselbeins zum Gelenkkopf des Oberarmknochens. Dabei wird er größtenteils vom Musculus trapezius bedeckt. M. supraspinatus, Musculus teres minor, Musculus infraspinatus und Musculus subscapularis setzen am Oberarm mit einer gemeinsamen Sehnenplatte an. Beim Menschen wird dieser Verbund als Rotatorenmanschette bezeichnet, die den Kopf des Oberarmknochens in seiner flachen Gelenkpfanne fixiert. Unter der Ansatzsehne liegt ein Schleimbeutel, die Bursa subdeltoidea.
Der Musculus supraspinatus des Rindes wird als „falsches Filet“ vermarktet.

## Funktion
Der Musculus supraspinatus assistiert dem Musculus deltoideus beim Abspreizen des Armes vom Körper (Abduktion). Dadurch, dass die Ansatzsehne mit der Gelenkkapsel des Schultergelenks verwachsen ist, spannt er diese und verhindert, dass beim Anheben des Arms Falten der Kapsel eingeklemmt werden („Kapselspanner“).

## Klinik
Krankhafte Veränderungen der Sehne des Musculus supraspinatus sind eine häufige Ursache für Schulterschmerzen. Die Sehne ist dann meistens entzündet. Die häufigste Ursache für diese Entzündung ist eine Einklemmung der Sehne. Dies wird in der Medizin als Impingement bezeichnet. Die Sehne kann außerdem partiell oder komplett reißen (→ Rotatorenmanschettenruptur).
Bei aktiven Haushunden großer Rassen kann eine nichtentzündliche Sehnenerkrankung, die Supraspinatus-Tendinopathie, auftreten.